# U-456
Unterseeboot 456 foi um submarino alemão do Tipo VIIC, pertencente a Kriegsmarine que atuou durante a Segunda Guerra Mundial.

## Comandantes
| Comandante                 | Data                                        |
| -------------------------- | ------------------------------------------- |
| Kptlt. Max-Martin Teichert | 18 de setembro de 1941 - 12 de maio de 1943 |

## Subordinação
Durante o seu tempo de serviço, esteve subordinado às seguintes flotilhas:
| Período                                       | Flotilha                                   |
| --------------------------------------------- | ------------------------------------------ |
| 18 de setembro de 1941 - 1 de janeiro de 1942 | 6. Unterseebootsflottille (treinamento)    |
| 1 de janeiro de 1942 - 30 de junho de 1942    | 6. Unterseebootsflottille (serviço ativo)  |
| 1 de julho de 1942 - 30 de novembro de 1942   | 11. Unterseebootsflottille (serviço ativo) |
| 1 de dezembro de 1942 - 12 de maio de 1943    | 1. Unterseebootsflottille (serviço ativo)  |

## Operações conjuntas de ataque
O U-456 participou das seguinte operações de ataque combinado durante a sua carreira:
- Rudeltaktik Umbau (4 de fevereiro de 1942 - 15 de fevereiro de 1942)
- Rudeltaktik Umhang (10 de março de 1942 - 16 de março de 1942)
- Rudeltaktik Eiswolf (29 de março de 1942 - 31 de março de 1942)
- Rudeltaktik Robbenschlag (7 de abril de 1942 - 14 de abril de 1942)
- Rudeltaktik Blutrausch (15 de abril de 1942 - 19 de abril de 1942)
- Rudeltaktik Strauchritter (29 de abril de 1942 - 3 de maio de 1942)
- Rudeltaktik Eisteufel (27 de junho de 1942 - 5 de julho de 1942)
- Rudeltaktik Boreas (27 de novembro de 1942 - 30 de novembro de 1942)
- Rudeltaktik Landsknecht (19 de janeiro de 1943 - 28 de janeiro de 1943)
- Rudeltaktik Drossel (29 de abril de 1943 - 12 de maio de 1943)